# Lindsay (voornaam)
Lindsay of Lindsey is een Engelse voornaam. De spelling "Lindsay" wordt zowel voor vrouwen als voor mannen gebruikt. 
In Nederland en Vlaanderen wordt de naam vrijwel uitsluitend aan meisjes gegeven. In 2004 werden in België 26 kinderen met de naam Lindsay geboren, 27 kinderen kregen Lindsey als naam. Ook de spellingen Lyndsay, Lynsey en Lincy komen voor.
De naam is een afleiding van de plaatsnaam Lindon, de oude naam voor Lincoln. De naam verwijst naar het water, een meer of poel, bij de eerste nederzetting.

## Bekende naamdraagsters
- Lindsay Bervoets, Belgisch actrice, zangeres en presentatrice
- Lindsey Buckingham, Amerikaans zanger en gitarist van Fleetwood Mac
- Lindsay Daenen, Belgisch zangeres, deelnemer aan het Junior Eurovisiesongfestival
- Lindsay Davenport, Amerikaans tennisster
- Lindsay Duncan, Schots actrice
- Lindsay Greenbush, Amerikaans actrice
- Lindsay Jenkins, Brits journaliste
- Lindsay Lohan,  Amerikaans actrice en zangeres
- Lindsay Monroe, personage uit CSI: NY
- Lindsay Price, Amerikaans actrice
- Lindsey Shaw, Amerikaans actrice
- Lindsay Sloane, Amerikaans actrice
- Lindsay Wagner, Amerikaans model en actrice (De Vrouw van Zes Miljoen, jaren 70)
- Lindsay Wilson, Australisch voetballer
- Lynsey Bartilson, Amerikaans actrice
- Lynsey de Paul, Brits zangeres
- J.C. Lindsay, een Amerikaans vliegenier